# Ахмедов, Мубариз Меджид оглы
Мубариз Меджид оглы Ахмедов (азер. Əhmədov Mubariz Məcid oğlu; 4 ноября 1945, Азербайджанская Республика, Казахский район) — азербайджанский учёный, доктор технических наук, член-корреспондент НАНА.

## Биография
Мубариз Ахмедов родился 4 ноября 1945 года в селе II Шыхлы Казахского район Азербайджана. Окончил Азербайджанский государственный университет по специальности неорганическая химия. В 2001 г. избран членом-корреспондентом НАНА. Профессор Мубариз Ахмедов работает заместителем директора Института химических проблем имени академика М. Ф. Нагиева НАНА, а также заведует в институте лабораторией «Химия и технология получения минеральных веществ».

## Научная деятельность
Основные направления работы Мубариза Ахмедова — создание научных основ и технологий комплексной переработки рудных и нерудных полезных ископаемых и промышленных отходов. Он разработал и обосновал технологическую схему комплексной переработки сульфидных полиметаллических руд Филизчайского месторождения в нескольких вариантах. Предложенная ими технологическая схема обеспечивает наряду с некоторыми макрокомпонентами (Fe, S, Cu, Zn, Pb) извлечение ценных микрокомпонентов (Ga, İn, Ar, Ag, Cd). На основе того, что была усовершенствована технология переработки алунитовой руды, разработан и испытан рациональный технологический процесс с получением ряда ценных продуктов (Al2O3, Al2(SO4)2, H2SO4, V, Ga и др.). Были разработаны теоретические и практические аспекты процесса получения элементарной серы путём термического и каталитического восстановления метаном и продуктами его конверсии (СO+H2). Полученные результаты внедрены на медном заводе Норильского горно-металлургического комбината (Российская Федерация). Им также был разработан процесс извлечения ванадия из зольных остатков, полученных от сжигания мазута на теплоэнергетических станциях (ТЭС) городов Баку и Ширвана. Разработаны высокоэффективные металлцеолитные катализаторы пароводяной и углекислотной конверсии метана в синтез-газ. Также разработан процесс получения ряда ценных продуктов (Al 2O3, Al2(SO4)3, NaK(SO4)2-(MgO, MgCl2, CaO, CaCl2) из глин и доломитовых пород.
М. М. Ахмедов — автор более 300 научных статей, 16 авторских свидетельств и патентов. Под его руководством подготовлено 10 кандидатов наук.

## Награды
2005 — Орден «Слава»

## Избранные научные труды
• Теймурова Э. А., Ахмедов М. М., Меликова И. Г. Об условиях восстановления высокожелезистого свинцового агломерата природным газом в смеси с парами воды // Химическая промышленность сегодня, 2009, № 8, с.22-27.
• Рустамова С. Т., Аббасова Н. И., Ахмедов М. М. и др. Использование природного цеолита — клиноптилолита для создания катализаторов углекислотной конверсии метана в синтез-газ // Химическая промышленность сегодня, 2010, № 1, стр.9-13.
• Əhmədov M.M., Əfəndiyeva S.Q. və b. Filizçay polimetal sulfid filizinin kompleks emalı üsulları // Az. kimya jurnalı., 2010, № 4, s.176-184
• M.M.Ahmedov, N.M.Kasimova, E.S.Kuli-zade, N.Yusifova. Obtaiing sulphur out of hydrogen sulfide on the metal zeolite catalysts. DAS INTERNATIONAL SYMPOSIUM, 20-23 november 2011. Germany, Hanover, p. 9-11.
• Ахмедов М. М., Велиев В. С., Кадырова Г. А., Гейдаров А. А. Извлечение ванадия из золы от сжигания мазута // Химическая промышленность сегодня, 2011, № 2, с.197.